# GNU Recutils
GNU Recutils est une suite logicielle constituée d'utilitaires et de bibliothèques pour l'accès et l'édition de bases de données orientées texte appelées recfiles. Les données sont enregistrées sous la forme de séquences d'enregistrements, chacune comprenant un nombre arbitraire de champs.

## Caractéristiques techniques
La suite GNU recutils  comprend :
- Une documentation en Texinfo décrivant le format Rec et le fonctionnement du logiciel.
- Une bibliothèque logicielle en C pour l'accès aux fichiers rec.
- Plusieurs utilitaires (recinf, recsel, recins, recdel, recset, recfix, recfmt, csv2rec et mdb2rec) utilisables dans des scripts shell ou en ligne de commande pour opérer sur ces fichiers rec.
- Des utilitaires de conversion (mdb2rec, csv2rec) pour la conversion de données d'autres formats vers des fichiers rec.
- Un mode emacs (rec-mode).